# Альтшуллер, Генрих Саулович
Ге́нрих Сау́лович Альтшу́ллер (псевдоним Генрих Альтов; 15 октября 1926, Ташкент, Узбекская ССР, СССР — 24 сентября 1998, Петрозаводск, Республика Карелия, Россия) — советский писатель-фантаст и изобретатель, автор ТРИЗ—ТРТС (теории решения изобретательских задач — теории развития технических систем), автор ТРТЛ (теории развития творческой личности).

## Биография
Родился в семье Саула Ефимовича Альтшуллера и Ревекки Юльевны Альтшуллер. По собственным воспоминаниям Генриха Сауловича, его родители познакомились в Азербайджанском телеграфном агентстве, между ними возник роман, но, поскольку отец уже был женат, религиозные традиции препятствовали его новому браку, из-за чего молодым людям пришлось сбежать в Ташкент.
В 1928 году супруги вернулись в Баку (Азербайджанская ССР), где состоялось примирение с родственниками Ревекки Юльевны. Альтшуллеры снимали две комнаты у хозяйки квартиры на улице Кецховели, 113. В этом дворе Генрих сформировался как личность: его окружали ребята постарше, в которых был силён дух состязательности и они постоянно соревновались то в шахматах, то в велоспорте, то рисовании, то в освоении новых знаний. Тогда Генрих сделал своё первое рацпредложение — передвижной туалет для проведения массовых праздников.
С отличием окончил среднюю школу. Поступил в Азербайджанский индустриальный институт. С первого курса нефтемеханического факультета в феврале 1944 года добровольно пошёл в Советскую Армию.
Изобретал с детства. Среди его первых изобретений — катер с ракетным двигателем, пистолет-огнемёт, скафандр.
9 ноября 1943 г., учась в 10-м классе, вместе с Рафаэлем Шапиро (многолетним соавтором и одним из основателей ТРИЗ) и Ильёй Тальянским подал заявку на свое первое изобретение «Дыхательный аппарат с химическим патроном», которое было немедленно засекречено. Авторское свидетельство на него было получено только в 1947 году.
В дальнейшем, в соавторстве с Р. Шапиро подал несколько десятков заявок на изобретения, по которым ещё до 1950 года было получено несколько авторских свидетельств. Наиболее значительное из них — газотеплозащитный скафандр (авторское свидетельство № 111144), создание которого было увлекательно описано авторами позднее в научно-популярной статье.
В 1946—1948 годах главной целью жизни стала разработка ТРИЗ (теории решения изобретательских задач). Основной постулат ТРИЗ-ТРТС: технические системы развиваются по определённым законам, эти законы можно выявить и использовать для создания алгоритма решения изобретательских задач. Созданию и совершенствованию ТРИЗ-ТРТС посвятил свою жизнь.
В беседах с учениками в 1980-е годы Альтшуллер неоднократно упоминал о том, что под влиянием Р. Шапиро и при его участии в 1948 году было написано письмо И. В. Сталину с резкой критикой положения дел с изобретательством в СССР:
«У Шапиро возникла мысль написать письмо Сталину. Надо сказать, для него это характерная реакция вообще. Когда он проникался сознанием величия чего-то, ему хотелось быстро внедрить и получить результат…. Шапиро был потрясающий оптимист».
28 июля 1950 года он и Шапиро были арестованы МГБ СССР, приговорены Особым совещанием при МГБ к 25 годам лишения свободы каждый. В лагере сделал несколько изобретений. 22 октября 1954 года реабилитирован КГБ при Совете министров СССР по ЗакВО. После освобождения вернулся в Баку, где жил до 1990 года.
Обстоятельства ареста долгие годы были известны только со слов Альтшуллера и подробности выяснились окончательно лишь через 50 лет, уже после смерти Альтшуллера и Шапиро, из мемуаров И. Лиснянской: Альтшуллер и Шапиро были арестованы по доносу одного из своих приятелей.
В 1956 году совместно с Шапиро опубликовал статью «О психологии изобретательского творчества», положившую начало истории развития Теории решения изобретательских задач (ТРИЗ). В этой статье впервые были описаны основные понятия ТРИЗ: Техническое противоречие, «Алгоритм решения изобретательских задач» (АРИЗ), заявлено о существовании объективных диалектических закономерностей развития техники.
Над совершенствованием АРИЗ работал около 40 лет.
Как писатель-фантаст дебютировал рассказом «Икар и Дедал» в 1958 году. Первые фантастические рассказы составили цикл «Легенды о звёздных капитанах» (1961). Все научно-фантастические произведения печатал под псевдонимом Г. Альтов. В дальнейшем у него возникали изобретательские идеи, граничащие с фантастикой, и фантастические идеи на грани с реальной техникой. В таких случаях приходилось спорить с экспертизой, доказывая, что изобретение всё-таки осуществимо. Как писатель-фантаст ставил задачу: методами литературы показать развитие науки и техники в направлении идеала, считая в то же время главной целью фантастики как литературного жанра — человековедение.
Один из ведущих отечественных писателей-фантастов 1960-х годов. Автор «Регистра научно-фантастических идей и ситуаций» (своеобразного патентного фонда идей мировой фантастики), автор научно-фантастических очерков, а также очерков о судьбе предвидений Ж. Верна, Г. Уэллса, А. Беляева.
В 1957—1959 годах работал в Министерстве строительства Азербайджанской ССР (Бюро технической помощи). Здесь в 1958 году провёл самый первый семинар по обучению ТРИЗ, на котором впервые было сформулировано понятие ИКР (идеального конечного результата). Проводил семинары по ТРИЗ по всей стране (СССР).
В 1970 году создал в Баку Школу молодого изобретателя, которая при помощи Всесоюзного общества изобретателей и рационализаторов в 1971 году была преобразована в АзОИИТ (Азербайджанский общественный институт изобретательского творчества) — первый в мире центр обучения ТРИЗ.
Преподавал ТРИЗ школьникам с 1970 года. В 1974—1986 годах под именем «писатель Г. Альтов» вёл изобретательский раздел «Это так просто? Это так сложно? Изобретать!» в газете «Пионерская правда».
С 1989 по 1998 годы — президент Ассоциации ТРИЗ. По его инициативе в 1997 году на базе Ассоциации ТРИЗ была создана Международная ассоциация ТРИЗ (МА ТРИЗ).
С 1990-х годов начался период признания ТРИЗ за рубежом, в крупнейших странах мира. Наибольшее развитие ТРИЗ получила в США. Этому, в частности, способствовало издание книг Г. С. Альтшуллера там, в Японии и других странах, создание интеллектуальной программы для персональных компьютеров — «Изобретающая машина».
В 1990 году Генрих Саулович вместе с супругой Валентиной Журавлёвой переехал из Баку в Петрозаводск.
Пути последователей движения ТРИЗ после распада СССР разошлись. Те, кто уехали на Запад, построили хороший бизнес. Так, тризовцы Валерий Михайлович Цуриков, Семен Соломонович Литвин и Владимир Михайлович Герасимов в конце 1980-х создали лабораторию «Изобретающая машина» в Минске, а в начале 1990-х перенесли своё дело в США, открыв фирму «Invention Machine Corporation». Успешные коммерческие фирмы ТРИЗ действуют в Нью-Йорке, Бостоне, Детройте, Торонто, Сеуле, Токио, Пуатье, Париже, Тель-Авиве, Лондоне, Амстердаме, Варшаве. Членами международной ассоциации ТРИЗ являются более 30 стран.

## ТРИЗ
Основные разработки автора:
- 40 (в дальнейшем образовалось 50) приёмов устранения противоречий (принципы изобретательства), совместно с Р. Шапиро, 1956—1971 гг.
- Таблица основных приёмов для устранения типовых технических противоречий 1960—1985 гг.
- Алгоритм решения изобретательских задач (АРИЗ) (совместно с Р. Шапиро) 1959—1985 гг.
- Указатели физических, химических, биологических эффектов 1970—1980 гг.
- Вещественно-полевой анализ (вепольный анализ) 1973—1981 гг.
- Законы развития технических систем 1975—1980 гг.
- Стандарты на решение изобретательских задач 1977—1985 гг.
- Уровни изобретательских задач
- Жизненная стратегия творческой личности
- Теория развития творческой личности (ТРТЛ)
- Фонд достойных целей
- Регистр современных научно-фантастических идей (начат в 1964 году)

## Семья
Отец, Саул Ефимович Альтшуллер, родился в Одессе. Окончил Одесское мореходное училище как механик. Пошёл вольноопределяющимся на русско-турецкий фронт Первой мировой войны, был ранен. После Гражданской войны стал журналистом и писателем-краеведом, выпустив справочник по Азербайджану за 1926 год, историю Азербайджана, географию Азербайджана.
Супруга и соратница — Валентина Николаевна Журавлёва.

## Память
- Фильм «Игра», ч. 1, 2. ГТРК «Карелия», 1997 г., автор А. Раев, режиссёр Л. Раева.
- 15 октября 2003 года в Петрозаводске состоялось открытие мемориальной доски Генриху Сауловичу Альтшуллеру на доме, где он проживал, по ул. Чкалова, д. 49-а (скульптор С. Черепанов)[10].

### ТРИЗ
- Альтшуллер Г. С. Введение в ТРИЗ. Основные понятия и подходы" // официальное издание фонда Г.С. Альтшуллера совместно с консалтинговой компанией «ТРИЗ-ШАНС».
- Альтшуллер Г. С., Шапиро Р. Б. О психологии изобретательского творчества // Вопросы психологии. — 1956. — № 6.
- Альтшуллер Г. С. Как научиться изобретать. — Тамбов: Тамбовское книжное издательство. — 1961.
- Альтшуллер Г. С. Десять процентов приключений — Тамбов: Тамбовское книжное издательство. — 1963.
- Альтшуллер Г. С. Основы изобретательства — Воронеж: Центрально-Чернозёмное издательство. — 1964.
- Альтшуллер Г. С. Алгоритм изобретения. — М.: Московский рабочий. — 1969 (1-е изд.); 1973 (2-е изд.).
- Альтшуллер Г. С. Творчество как точная наука. — М.: Советское радио, 1979.
- Альтшуллер Г. С., Селюцкий А. Б. Крылья для Икара. — Петрозаводск: Карелия, 1980.
- Альтов Г. И тут появился изобретатель. — М.: Дет. литература. — 1984 (1-е изд.); 1987 (2-е изд); 1989 (3-е изд., перераб. и доп.); 2000 (4-е изд.).
- Альтшуллер Г. С., Злотин Б. Л., Зусман А. В. Профессия — поиск нового. — Кишинёв: Картя Молдовеняскэ, 1985.
- Альтшуллер Г. С. Найти идею. — Новосибирск: Наука, 1986 (1-е изд.), 1991 (2-е изд.).
- Альтшуллер Г. С. Найти идею. 3-е изд., доп. — Петрозаводск: Скандинавия, 2003.
- Альтшуллер Г. С., Злотин Б. Л., Зусман А. В. Поиск новых идей: от озарения к технологии (теория и практика решения изобретательских задач). — Кишинёв: Картя Молдовеняскэ, 1989.
- Альтшуллер Г. С., Вёрткин И. М. Как стать гением: Жизненная стратегия творческой личности. — Мн.: Беларусь, 1994.
- Альтшуллер Г. С. Найти идею: Введение в ТРИЗ — теорию решения изобретательских задач. 4-е изд. — М.: Альпина Паблишер, 2011[11].

### Фантастика (книги)
Научно-фантастические произведения (под псевдонимом Генрих Альтов) начал публиковать в 1957 году. Дебютная публикация — рассказ «Зиночка» в соавторстве с Вячеславом Фелицыным. Один из ведущих отечественных писателей-фантастов первой половины 1960-х годов.
- Альтшуллер Г. За чертой спидометра: Науч.-фантаст. рассказ / Г. Альтшуллер, Р. Шапиро // Техника — молодёжи. — 1958. — № 6. — С. 32—34.
- Альтов Г. Икар и Дедал: Науч.-фантаст. рассказ / Г. Альтов // Знание — сила. — 1958. — № 9. — С. 14—15.
- Альтов Г. Сверхновая Аретина (Легенда XXV века): Науч.-фантаст. рассказ / Г. Альтов // Моск. комсомолец. — 1959. — 3 янв.
- Альтов Г. Подводное озеро: Науч.-фантаст. рассказ / Г. Альтов // Техника — молодёжи. — 1959. — № 3. — С. 28—31.
- Альтов Г. Богатырская симфония / Г. Альтов // Альфа Эридана: Сборник науч.-фантаст. рассказов. — М.: Молодая гвардия, 1960. — С. 180—198.
- Альтов Г. Огненный цветок / Г. Альтов // Альфа Эридана: Сборник науч.-фантаст. рассказов. — М.: Молодая гвардия, 1960. — С. 199—207.
- Альтов Г. Богатырская симфония: рассказ / Г. Альтов // Нева. — 1960. — № 3. — С. 101—111.
- Альтов Г. В полночь: Науч.-фантаст. рассказ / Г. Альтов // Изобретатель и рационализатор. — 1960. — № 9. — С. 49—53.
- Альтов Г. Огненный цветок / Г. Альтов // Звезда. — 1960. — № 1. — С. 78—82.
- Альтов Г. Полигон «Звёздная река»: Науч.-фантаст. рассказ / Г. Альтов // Комсомол. правда. — 1960. — 11 дек.
- Альтов Г. Сокровища погибшего корабля (Скучный капитан) / Г. Альтов // Изобретатель и рационализатор. — 1960. — № 1. — С. 43—50.
- Альтов Г. «Баллада о звёздах»: Научно-фантастическая повесть / Г. Альтов, В. Журавлёва // Знание — сила. — 1960. — № 8—10.
- Альтов Г. Легенды о звёздных капитанах: Рассказы / Г. Альтов. — М.: Детгиз, 1961. — 118 с.
- Альтов Г. Легенды о звёздных капитанах: Рассказы. 2-е изд. — М.: Детгиз, 1961. — 118 с.
- Альтов Г. Баллада о звёздах: Научно-фантастическая повесть / Г. Альтов, В. Журавлёва // Золотой лотос. — М.: Молодая гвардия. — 1961.
- Альтов Г. Генеральный конструктор / Г. Альтов // Знание — сила. — 1961. — № 10. — С. 51—53.
- Альтов Г. Может ли машина мыслить? Науч.-фант. рассказы // Знание — сила. — 1961. — № 7. — С. 39—42.
- Альтов Г. Полигон «Звёздная река»: Науч.-фантаст. рассказ / Г. Альтов // Янтарная комната: Сборник науч.-фантаст. повестей и рассказов. — Л.: Детгиз, 1961. — С. 20—37.
- Альтов Г. «Богатырская симфония»: Науч.-фантаст. рассказ / Г. Альтов // Культура и жизнь. — 1962. — № 1. — С. 40—43; № 2. — С. 28—31.
- Альтов Г. Второй рейс «Стремительной черепахи» / Г. Альтов // Юный моделист-конструктор: Альманах. — М., 1963. — С. 58—63.
- Альтов Г. Баллада о звёздах. Научно-фантастическая повесть / Г. Альтов, В. Журавлёва // В мире фантастики и приключений. — Л.: Лениздат, 1963.
- Альтов Г. Девять минут: Рассказ / Г. Альтов // Баку. — 1964. — 28 нояб.
- Альтов Г. Машина открытий / Г. Альтов // Формула невозможного: Фантаст. рассказы, повесть и пьеса. — Баку: Гос. изд-во, 1964. — С. 131—145.
- Альтов Г. Машина открытий: Рассказ / Г. Альтов // Баку. — 1964. — 4 июля.
- Альтов Г. Антенна. Рассказ / Г. Альтов // Молодёжь Азербайджана. — Баку. — 1965. — 27 янв.
- Альтов Г. Богатырская симфония. Полигон «Звёздная река». Икар и Дедал. Сверхновая Аретина. Огненный цветок / Г. Альтов // Библиотека фантастики и путешествий. Прил. к журн. «Сельская молодёжь». Т. 1. — М.: Мол. гвардия, 1965. — С. 315—375.
- Альтов Г. Клиника «Сапсан». Рассказ // Альманах научной фантастики. Вып. 6. — М: Знание, 1967.
- Альтов Г. Ослик и аксиома. Рассказ // Антология советской фантастики. — М.: Молодая гвардия, 1968.
- Альтов Г. Богатырская симфония. Рассказ // Антология советской фантастики. — М.: Молодая гвардия, 1968.
- Альтов Г. Икар и Дедал. Рассказ // Антология советской фантастики. — М.: Молодая гвардия, 1968.
- Альтов Г. Опаляющий разум: Науч.-фантаст. рассказы / Г. Альтов. — М.: Дет. лит., 1968. — 208 с.
- Альтов Г. Создан для бури: Науч.-фантаст. рассказы / Г. Альтов. — М.: Дет. лит., 1970. — 288 с.
- Альтов Г. Гадкие утята фантастики. Пятьдесят идей Александра Беляева. Эссе // Талисман. — Л.: Детская литература, 1973.
- Альтов Г. Вектор фантазии. Статья // Фантастика 73—74. — М.: Молодая гвардия, 1975.
- Альтов Г. Третье тысячелетие. Фрагмент романа // Нить в лабиринте. — Петрозаводск: Карелия, 1988.
- Альтов Г. Летящие по Вселенной. Научно-фантастические рассказы / Г. Альтов, В. Журавлёва. — М.: АСТ, 2002. — 841 с.